# Sasnowiczy
Sasnowiczy (biał. Сасновічы, ros. Сосновичи; hist. Bezchlebicze, biał. Бясхле́бічы) – wieś na Białorusi, w obwodzie brzeskim, w rejonie pińskim, w sielsowiecie Duboja, nad Piną.
W dwudziestoleciu międzywojennym Bezchlebicze leżały w Polsce, w województwie poleskim, w powiecie pińskim, w gminie Brodnica. Po II wojnie światowej w granicach Związku Sowieckiego. Od 1991 w niepodległej Białorusi.